# پارچین (پاکدشت)
پارچین (پاکدشت)، شهرکی از توابع بخش مرکزی شهرستان پاکدشت در استان تهران ایران است.

## جمعیت
این شهرک در نزدیکی مامازند است و براساس سرشماری مرکز آمار ایران در سال ۱۳۸۵، جمعیت آن ۴٬۱۱۱ نفر (۱٬۱۸۶خانوار) بوده‌است. شهرک پارچین یک منطقهٔ نظامی و اسکانی به شمار می‌رود.